# کوکرک
کوکرک (روسی: Кокрек) یک روستا در روسیه است که در داغستان واقع شده است.